# لينيا طويلة الأزهار
لينيا طويلة الأزهار (الاسم العلمي:Linnaea longiflora) هي نوع من النباتات يتبع جنس اللينيا من الفصيلة المعزية الورق              .	